# Haiyti

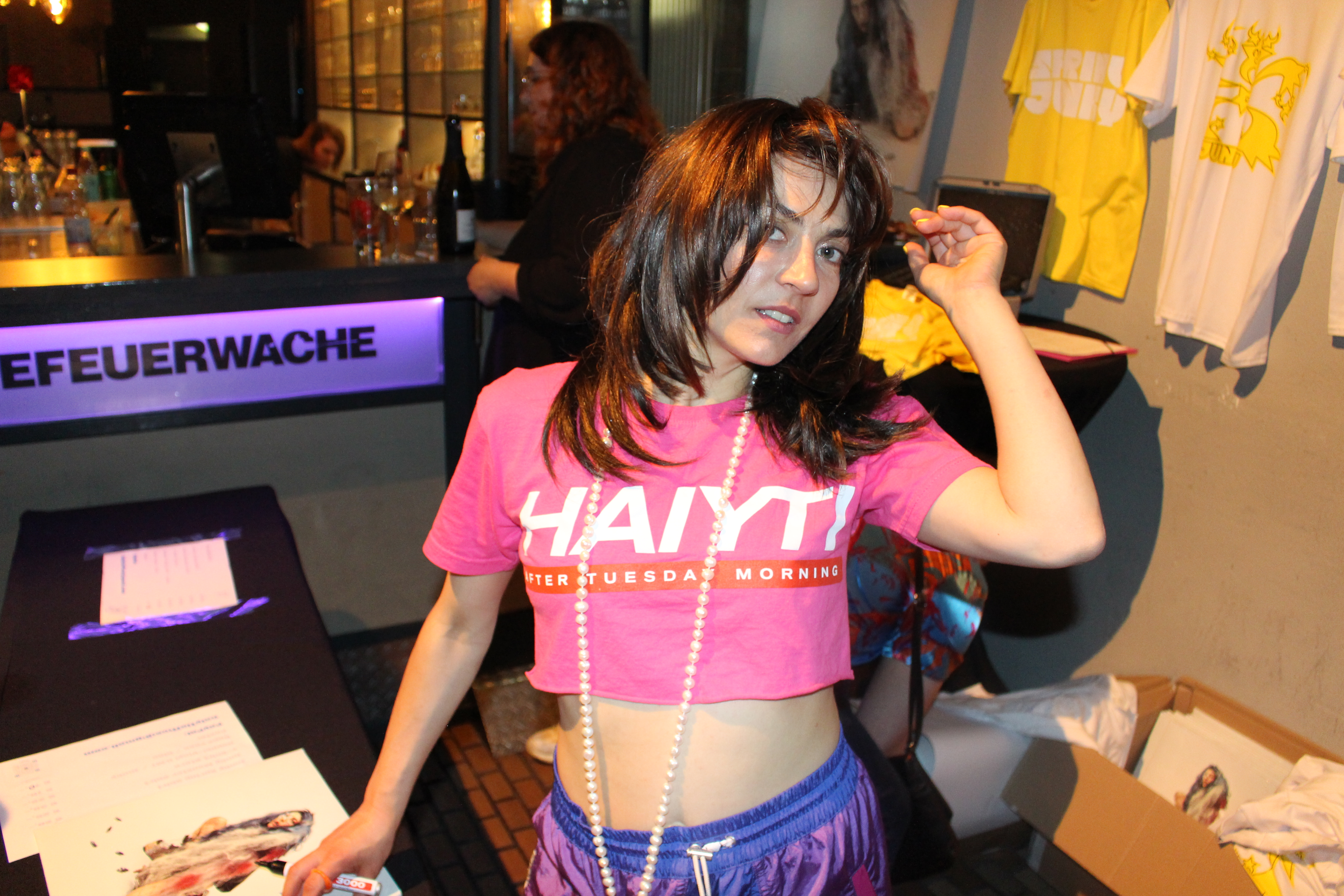
Haiyti (2024)

Haiyti (* 1993 in Hamburg, bürgerlicher Name: Ronja Zschoche) ist eine deutsche Rapperin aus Hamburg. Vorher trat sie unter den wechselnden Pseudonymen Miami, Robbery und Ovadoze auf.

## Leben und Karriere
Ronja Zschoche wuchs in den Hamburger Stadtteilen Langenhorn und St. Pauli auf. Ihre Mutter war alleinerziehend und arbeitete zunächst als Taxifahrerin, später als Lehrerin an einer Musikschule, ihr Vater ist der kroatische Musiker und Musikproduzent Guido Mineo alias Vitale. Ihr Großvater ist der Drehbuchautor und Filmregisseur Herrmann Zschoche, ihre Großmutter die Filmschauspielerin Jutta Hoffmann. Im Alter von „13 oder 14“ entdeckte sie durch Gedichte von Theodor Fontane ihr Interesse an Reimen. Nach Konflikten mit der Mutter meldete diese ihre Tochter für eine Ein-Euro-Maßnahme der Bundesagentur für Arbeit an, in der Zschoche ein Talent für Malerei bescheinigt wurde. Daraufhin begann Zschoche trotz fehlenden Abiturs ein Studium an einer Kunsthochschule, an der die Dozenten ihr eine Karriere als Künstlerin prophezeiten.
Als Jugendliche kam sie mit der Hip-Hop-Szene in Berührung und machte erste Versuche als Rapperin. Zu ihren ersten Einflüssen zählten die Underground-Rapper GPC, 4.9.0 Friedhof Chiller sowie One Take One Hit. Dazu kommen Einflüsse aus dem Southern Rap wie Three 6 Mafia und Gucci Mane. Zunächst war sie unter dem Namen Miami aktiv, wechselte in kurzer Folge zu unter anderem Rendezvous, Ovadoze und Robbery und nannte sich dann Haiyti. 2015 erschien ihr erstes Album Havarie im Eigenvertrieb, das jedoch floppte. Mit dem YouTube-Video Szeneviertel gelang ihr ein Achtungserfolg.
Anfang 2016 erschien das kostenlose Mixtape City Tarif. Es folgten Features auf den Alben und Mixtapes von YSL Know Plug, The Coup (Xatar und Haftbefehl), LGoony, Juicy Gay sowie Frauenarzt. Es folgte die EP Toxic zusammen mit dem Kollektiv KitschKrieg. Ende 2016 erschien das Mixtape Nightliner, das sie schnell auch in Mainstream-Medien bekannt machte.

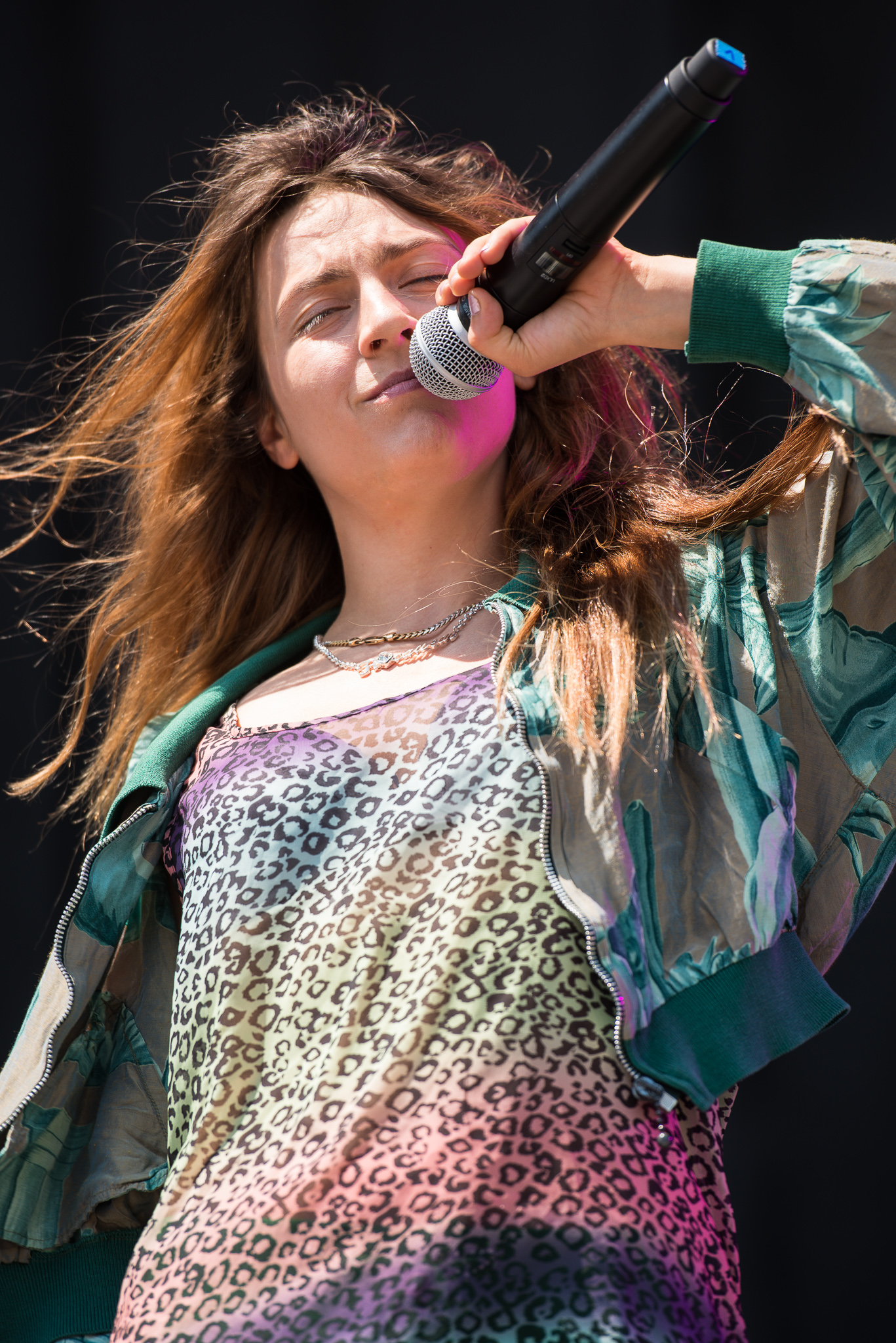
Haiyti bei Rock im Park 2017 in Nürnberg

Die Hip-Hop-Zeitschrift Juice wählte die Single Ein Messer auf Platz 5 und das Mixtape City Tarif auf Platz 4 ihrer Jahrescharts 2016.
Im Oktober 2017 unterzeichneten Haiyti und die Universal Music Group einen Vertrag. Ihr Album Montenegro Zero erschien am 12. Januar 2018 und erreichte Platz 25 der deutschen Charts, was Haiytis erste Chartplatzierung darstellt.
Am 7. Juni 2019 veröffentlichte sie ihr drittes Studioalbum Perroquet. Am 16. Juni 2019 erschien ihr Video zum Track Coco Chanel. Drehort war u. a. die Ibiza-Villa, in der 2017 heimlich das Video mit dem früheren FPÖ-Chef und Vizekanzler Heinz-Christian Strache aufgenommen wurde, das zur österreichischen Staatskrise führte. Regie führten der Künstler Paul Spengemann und der Filmemacher Steffen Goldkamp, die wie Haiyti an der Hochschule für bildende Kunst Hamburg studierten.
Im April 2020 veröffentlichte Haiyti die Single Photoshoot, deren von Project X produzierten Beat der Web-Radiosender ByteFM mit Trap-Musik aus Atlanta verglich. Das Video produzierte die Rapperin selbst. Das zugehörige vierte Studioalbum Sui Sui erschien am 3. Juli 2020 und erreichte Platz 34 der deutschen Charts. Bereits am 4. Dezember 2020 wurde ihr fünftes Soloalbum Influencer veröffentlicht. Ihr sechstes Soloalbum Mieses Leben erschien unangekündigt am 16. April 2021. Am 3. Dezember desselben Jahres folgte ihr siebtes Soloalbum Speed Date.
Über ihren musikalischen Stil erklärte Haiyti in einem Videointerview der TV-Sendung Kulturzeit auf 3sat im Dezember 2021: „Ich habe mich früher zurückgehalten mit experimentellen Sachen, weil ich dachte, irgendwo muss auch eine Beliebigkeit sein, um Erfolg zu haben. Als Künstler gibt es zwei Sachen: Einmal Geld verdienen und das andere ist Anerkennung. Das Wichtigere ist eigentlich Anerkennung.“
Am 28. Oktober 2022 erschien ihr achtes Soloalbum Ich lach mich tot. Beinahe ein Jahr später am 20. Oktober 2023 folgte ihr neuntes Soloalbum Junky. Am 14. Juni 2024 folgte Kings sagen King und am 7. März 2025 Stadium Rock.

## Musikstil
Haiyti verbindet die häufig von AsadJohn produzierten Beats mit an Gangsta-Rap erinnernden Texten. Dabei hat sie jedoch wenig Berührungsängste mit anderen Genres. So veröffentlichte sie mit Kitschkrieg zusammen eine EP, die nach Eigenaussage an „Emo Rap“ erinnert. Ihre Musik macht sie unter anderem über Social-Media-Kanäle wie YouTube, Twitter, Facebook und Snapchat populär. Dabei arbeitet sie oft sehr schnell und legt wenig Wert auf Feinheiten. So veröffentlicht sie verwackelte Smartphone-Videos und Audioschnipsel und schreibt ihre Lieder teils innerhalb weniger Minuten. Als kennzeichnendes Adlib verwendet sie mit „Uaargh!“ häufig eine Art Würgegeräusch.
Daniel Haas (Zeit online) verglich ihren Rapstil und ihre Stimme mit einer Mischung aus Nina Hagen, Falco und Haftbefehl, ihr Auftreten mit einem Mix aus einem französischen Filmstar aus den 1970ern und einem Luden vom Kiez. Johann Voigt schrieb über „die derzeit produktivste und beste deutsche Rapperin“ im Magazin jetzt: „Haiyti singt, krächzt, schreit und erreicht mit ihrer von Effekten manipulierten Stimme Frequenzbereiche, die es in Songs so bisher selten gab. Ihre Songs zeichnen Bilder der Gosse, von ranzigen Kneipen, weißen Pulverbergen, auf die Brust tätowierten Messern. Aber sie erzählt in ihren Liedern auch von Glamour, Strand und artsy Partys. Sie beschreibt damit die Leben, Ängste und Utopien junger Menschen aus sehr unterschiedlichen Milieus.“

## Diskografie

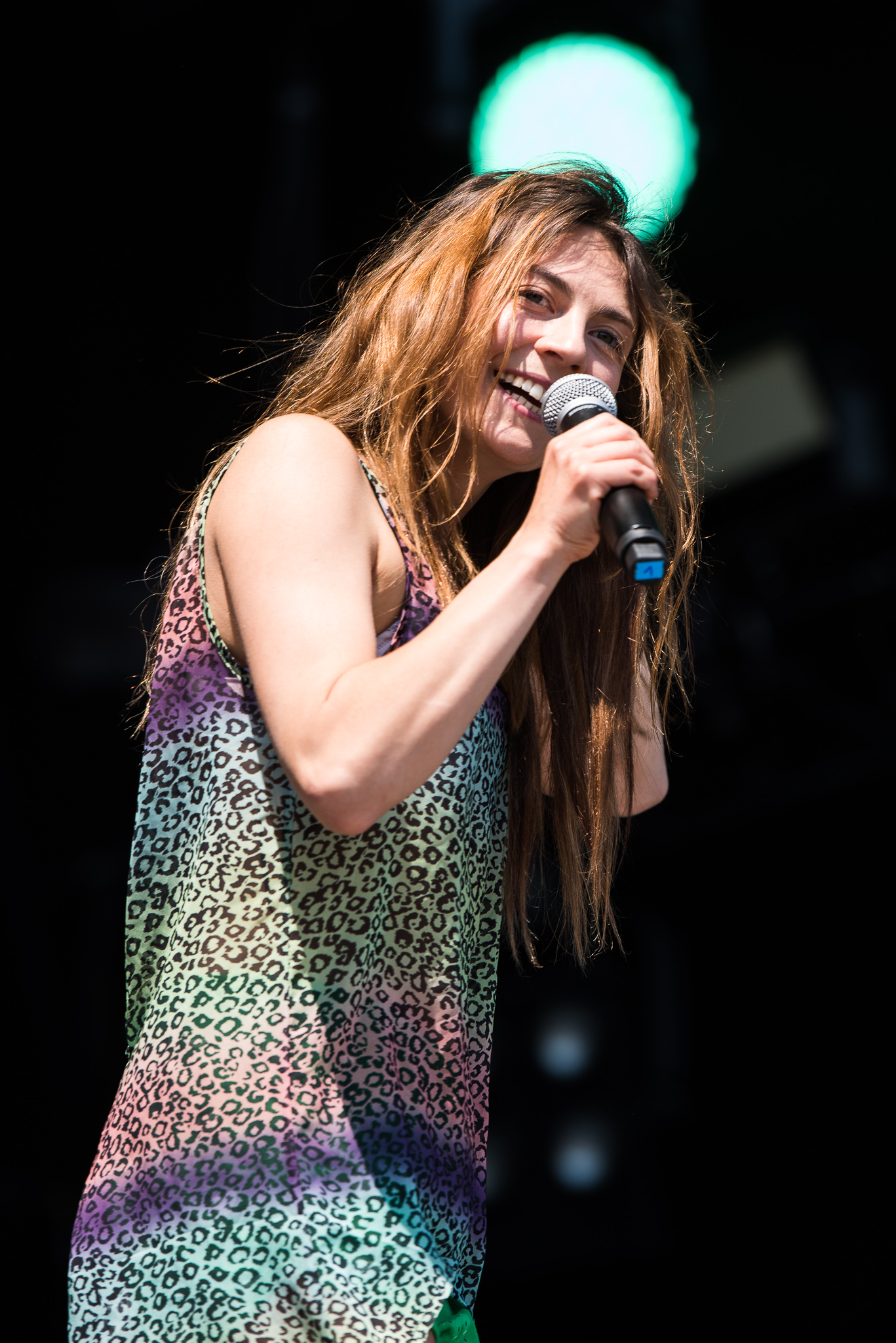
Haiyti bei Rock im Park 2017 in Nürnberg

### Studioalben
| Jahr | Titel Musiklabel                            | Höchstplatzierung, Gesamtwochen, AuszeichnungChartsChartplatzierungen (Jahr, Titel, Musiklabel, Platzierungen, Wochen, Auszeichnungen, Anmerkungen) | Anmerkungen                            |
| Jahr | Titel Musiklabel                            | DE | Anmerkungen                            |
| ---- | ------------------------------------------- | --- | -------------------------------------- |
| 2015 | Havarie Selbstveröffentlichung              | — | Erstveröffentlichung: 13. Februar 2015 |
| 2018 | Montenegro Zero Universal / Vertigo Records | DE25 (1 Wo.)DE | Erstveröffentlichung: 12. Januar 2018  |
| 2019 | Perroquet Universal / Vertigo Records       | — | Erstveröffentlichung: 7. Juni 2019     |
| 2020 | Sui Sui Warner                              | DE34 (1 Wo.)DE | Erstveröffentlichung: 3. Juli 2020     |
| 2020 | Influencer Warner                           | — | Erstveröffentlichung: 4. Dezember 2020 |
| 2021 | Mieses Leben Hayati Records / Urban         | — | Erstveröffentlichung: 16. April 2021   |
| 2021 | Speed Date Hayati Records / Urban           | DE99 (1 Wo.)DE | Erstveröffentlichung: 3. Dezember 2021 |
| 2022 | Ich lach mich tot Hayati Records            | — | Erstveröffentlichung: 28. Oktober 2022 |
| 2023 | Junky Hayati Records                        | — | Erstveröffentlichung: 20. Oktober 2023 |
| 2024 | Kings sagen King Hayati Records             | — | Erstveröffentlichung: 14. Juni 2024    |
| 2025 | Stadium Rock Hayati Records                 | — | Erstveröffentlichung: 7. März 2025     |

### Kompilationen
| Jahr | Titel Musiklabel               | Anmerkungen                            |
| ---- | ------------------------------ | -------------------------------------- |
| 2023 | Speed Up Vol. 1 Hayati Records | Erstveröffentlichung: 17. Februar 2023 |

### Mixtapes
| Jahr | Titel Musiklabel                  | Anmerkungen                             |
| ---- | --------------------------------- | --------------------------------------- |
| 2016 | City Tarif Selbstveröffentlichung | Erstveröffentlichung: 17. Februar 2016  |
| 2016 | Nightliner Katamaran Music        | Erstveröffentlichung: 22. November 2016 |
| 2017 | Follow mich nicht Hayati Records  | Erstveröffentlichung: 24. März 2017     |
| 2018 | ATM Vertigo Records               | Erstveröffentlichung: 31. August 2018   |

### EPs
| Jahr | Titel Musiklabel                                 | Anmerkungen                                         |
| ---- | ------------------------------------------------ | --------------------------------------------------- |
| 2015 | Drop in Musik Knochengang                        | Erstveröffentlichung: 23. April 2015 mit 2Malle     |
| 2016 | Toxic SoulForce Records                          | Erstveröffentlichung: 13. Juli 2016 mit KitschKrieg |
| 2017 | Jango EP Kabul Fire Records                      | Erstveröffentlichung: 27. Januar 2017 mit Die Achse |
| 2017 | White Girl mit Luger Hayati Records              | Erstveröffentlichung: 12. März 2017                 |
| 2018 | Montenegro Zero – EP Universal / Vertigo Records | Erstveröffentlichung: 12. Januar 2018               |
| 2019 | Sansibar Universal / Vertigo Records             | Erstveröffentlichung: 26. Juli 2019                 |

### Singles
| Jahr | Titel Album                                              | Anmerkungen |
| ---- | -------------------------------------------------------- | --- |
| 2016 | Webcamgirl Nightliner                                    | Erstveröffentlichung: 18. März 2016                                                                                    |
| 2016 | Akku Toxic                                               | Erstveröffentlichung: 9. Juni 2016 mit KitschKrieg                                                                     |
| 2016 | Garçon Toxic                                             | Erstveröffentlichung: 16. Juni 2016 mit KitschKrieg                                                                    |
| 2016 | Sergio Toxic                                             | Erstveröffentlichung: 24. Juni 2016 mit KitschKrieg                                                                    |
| 2017 | Moscow Mule Follow mich nicht                            | Erstveröffentlichung: 16. März 2017                                                                                    |
| 2017 | Plus One –                                               | Erstveröffentlichung: 28. Juli 2017                                                                                    |
| 2017 | 100.000 Fans Montenegro Zero                             | Erstveröffentlichung: 13. Oktober 2017                                                                                 |
| 2017 | Sunny Driveby Montenegro Zero                            | Erstveröffentlichung: 27. Oktober 2017                                                                                 |
| 2017 | Mafioso Montenegro Zero                                  | Erstveröffentlichung: 24. November 2017                                                                                |
| 2017 | Gold Montenegro Zero                                     | Erstveröffentlichung: 8. Dezember 2017                                                                                 |
| 2018 | So Special ATM                                           | Erstveröffentlichung: 22. August 2018 feat. Joey Bargeld                                                               |
| 2018 | Homezone ATM                                             | Erstveröffentlichung: 26. August 2018                                                                                  |
| 2019 | Chatboy Perroquet                                        | Erstveröffentlichung: 5. April 2019                                                                                    |
| 2019 | Barkash Perroquet                                        | Erstveröffentlichung: 12. April 2019                                                                                   |
| 2019 | Alles Gucci Perroquet                                    | Erstveröffentlichung: 10. Mai 2019                                                                                     |
| 2019 | Es kostet Perroquet                                      | Erstveröffentlichung: 24. Mai 2019                                                                                     |
| 2019 | Mann aus Eis Sansibar                                    | Erstveröffentlichung: 28. Juni 2019                                                                                    |
| 2019 | Blind vor Geld Sansibar                                  | Erstveröffentlichung: 12. Juli 2019                                                                                    |
| 2019 | Giveaway –                                               | Erstveröffentlichung: 22. November 2019                                                                                |
| 2020 | Toulouse Sui Sui                                         | Erstveröffentlichung: 29. Februar 2020 feat. Albi X                                                                    |
| 2020 | SR&Q Sui Sui                                             | Erstveröffentlichung: 19. März 2020                                                                                    |
| 2020 | Photoshoot Sui Sui                                       | Erstveröffentlichung: 2. April 2020                                                                                    |
| 2020 | Paname Sui Sui                                           | Erstveröffentlichung: 1. Mai 2020                                                                                      |
| 2020 | Was hast du damit zu tun? Sui Sui                        | Erstveröffentlichung: 21. Mai 2020                                                                                     |
| 2020 | La La Land Sui Sui                                       | Erstveröffentlichung: 18. Juni 2020                                                                                    |
| 2020 | Sweet Influencer                                         | Erstveröffentlichung: 18. September 2020                                                                               |
| 2020 | 100.000 Feinde Influencer                                | Erstveröffentlichung: 2. Oktober 2020                                                                                  |
| 2020 | Tak Tak Influencer                                       | Erstveröffentlichung: 16. Oktober 2020                                                                                 |
| 2020 | Comeback Influencer                                      | Erstveröffentlichung: 31. Oktober 2020                                                                                 |
| 2020 | Burr Influencer                                          | Erstveröffentlichung: 13. November 2020                                                                                |
| 2020 | Zu real Influencer                                       | Erstveröffentlichung: 27. November 2020                                                                                |
| 2020 | Tokio Influencer                                         | Erstveröffentlichung: 18. Dezember 2020                                                                                |
| 2021 | Wolken Mieses Leben                                      | Erstveröffentlichung: 19. März 2021                                                                                    |
| 2021 | Freitag Mieses Leben                                     | Erstveröffentlichung: 2. April 2021                                                                                    |
| 2021 | Xtra Dry Speed Date                                      | Erstveröffentlichung: 21. Mai 2021                                                                                     |
| 2021 | Drama Speed Date                                         | Erstveröffentlichung: 9. Juli 2021                                                                                     |
| 2021 | No Front Speed Date                                      | Erstveröffentlichung: 30. Juli 2021 feat. Sly Alone                                                                    |
| 2021 | Niemandsland Speed Date                                  | Erstveröffentlichung: 27. August 2021                                                                                  |
| 2021 | Hyperspeed Speed Date                                    | Erstveröffentlichung: 17. September 2021                                                                               |
| 2021 | Philipp Plein Speed Date                                 | Erstveröffentlichung: 1. Oktober 2021 feat. Kid Trash                                                                  |
| 2021 | Sterben Speed Date                                       | Erstveröffentlichung: 29. Oktober 2021                                                                                 |
| 2021 | Jil Sander Speed Date                                    | Erstveröffentlichung: 12. November 2021 feat. Kaisa Natron                                                             |
| 2021 | Mieses Leben / Wolken Alles war schön und nichts tat weh | Erstveröffentlichung: 10. Dezember 2021 Casper feat. Haiyti; #1 der deutschen Single-Trend-Charts am 17. Dezember 2021 |
| 2022 | Gabba Speed Date                                         | Erstveröffentlichung: 3. März 2022                                                                                     |
| 2022 | Lobby Ich lach mich tot                                  | Erstveröffentlichung: 20. Mai 2022 feat. Chilly Gonzales                                                               |
| 2022 | Double Cup Ich lach mich tot                             | Erstveröffentlichung: 10. Juni 2022                                                                                    |
| 2022 | Mach die Augen zu Ich lach mich tot                      | Erstveröffentlichung: 15. Juli 2022 Original: Die Ärzte                                                                |
| 2022 | Shootingstar Ich lach mich tot                           | Erstveröffentlichung: 12. August 2022                                                                                  |
| 2022 | Sad Boys weinen Ich lach mich tot                        | Erstveröffentlichung: 9. September 2022                                                                                |
| 2022 | Owee Ich lach mich tot                                   | Erstveröffentlichung: 30. September 2022                                                                               |
| 2022 | Cashflow Ich lach mich tot                               | Erstveröffentlichung: 14. Oktober 2022                                                                                 |
| 2023 | Tausendmal Junky                                         | Erstveröffentlichung: 3. März 2023                                                                                     |
| 2023 | Das letzte Mal Junky                                     | Erstveröffentlichung: 24. März 2023                                                                                    |
| 2023 | Trixen –                                                 | Erstveröffentlichung: 19. Mai 2023 feat. Joey Bargeld                                                                  |
| 2023 | Leicht mit dir Junky                                     | Erstveröffentlichung: 2. Juni 2023                                                                                     |
| 2023 | Sag mir Junky                                            | Erstveröffentlichung: 7. Juli 2023                                                                                     |
| 2023 | König der Unterwelt Junky                                | Erstveröffentlichung: 1. September 2023                                                                                |
| 2023 | Gangstervibe –                                           | Erstveröffentlichung: 13. September 2023                                                                               |
| 2023 | Sterne egal Junky                                        | Erstveröffentlichung: 22. September 2023 Original: Die Prinzen – Uns sind die Sterne egal                              |
| 2023 | Fast an dich gedacht Junky                               | Erstveröffentlichung: 6. Oktober 2023 feat. Doktor Sterben                                                             |
| 2023 | Dee Junky                                                | Erstveröffentlichung: 13. Oktober 2023 feat. Konz                                                                      |
| 2023 | Heute Nacht Junky                                        | Erstveröffentlichung: 15. Dezember 2023                                                                                |
| 2024 | Satisfaction –                                           | Erstveröffentlichung: 19. Januar 2024 feat. Shoki                                                                      |
| 2024 | Blei Kings sagen King                                    | Erstveröffentlichung: 19. April 2024                                                                                   |
| 2024 | Movie Star Kings sagen King                              | Erstveröffentlichung: 10. Mai 2024 feat. Trettmann                                                                     |
| 2024 | Die Nacht ruft Kings sagen King                          | Erstveröffentlichung: 31. Mai 2024 feat. Jan Delay                                                                     |
| 2024 | Raw Kings sagen King                                     | Erstveröffentlichung: 02. August 2024                                                                                  |
| 2024 | Am Alex an der Weltzeituhr –                             | Erstveröffentlichung: 26. Juli 2024 Original: Wolf Biermann                                                            |
| 2024 | Beef mit der Welt Stadium Rock                           | Erstveröffentlichung: 25. Oktober 2024                                                                                 |
| 2024 | Y2K Guns Stadium Rock                                    | Erstveröffentlichung: 15. November 2024                                                                                |
| 2024 | Cini Mini Stadium Rock                                   | Erstveröffentlichung: 27. Dezember 2024 feat. Money Boy                                                                |
| 2025 | Tagebuch Stadium Rock                                    | Erstveröffentlichung: 17. Januar 2025                                                                                  |
| 2025 | Lumen Stadium Rock                                       | Erstveröffentlichung: 31. Januar 2025                                                                                  |
| 2025 | Dreh dich nochmal um Stadium Rock                        | Erstveröffentlichung: 21. Februar 2025                                                                                 |

## Auszeichnungen
- Echo 2018: Kritikerpreis national für Montenegro Zero
- Deutscher Musikautorenpreis 2021: Kategorie „Text Hip-Hop“[20]